# Pico del Aljibe
El pico Aljibe con 1.091 m s. n. m., es la montaña más alta en la sierra del Aljibe y del Parque Natural de Los Alcornocales donde se ubica. Está situado en la frontera entre las provincias andaluzas de Cádiz y Málaga.
Desde la cumbre se puede contemplar en días claros prácticamente toda la provincia de Cádiz, desde el Estrecho de Gibraltar hasta la sierra, y parte de la provincia de Málaga. La ladera sur pertenecería al término municipal de Alcalá de los Gazules, en la provincia de Cádiz; la ladera norte al término municipal de Cortes de la Frontera, en la provincia de Málaga.
En la antecima se encuentra lo que se conoce como la Pilita de la Reina que, según la tradición, fue excavada en la arenisca a finales de la Edad Media para que la reina Isabel la Católica, supervisando el desarrollo de la reconquista por estas zonas, aprovechara un alto en el camino para darse un baño.

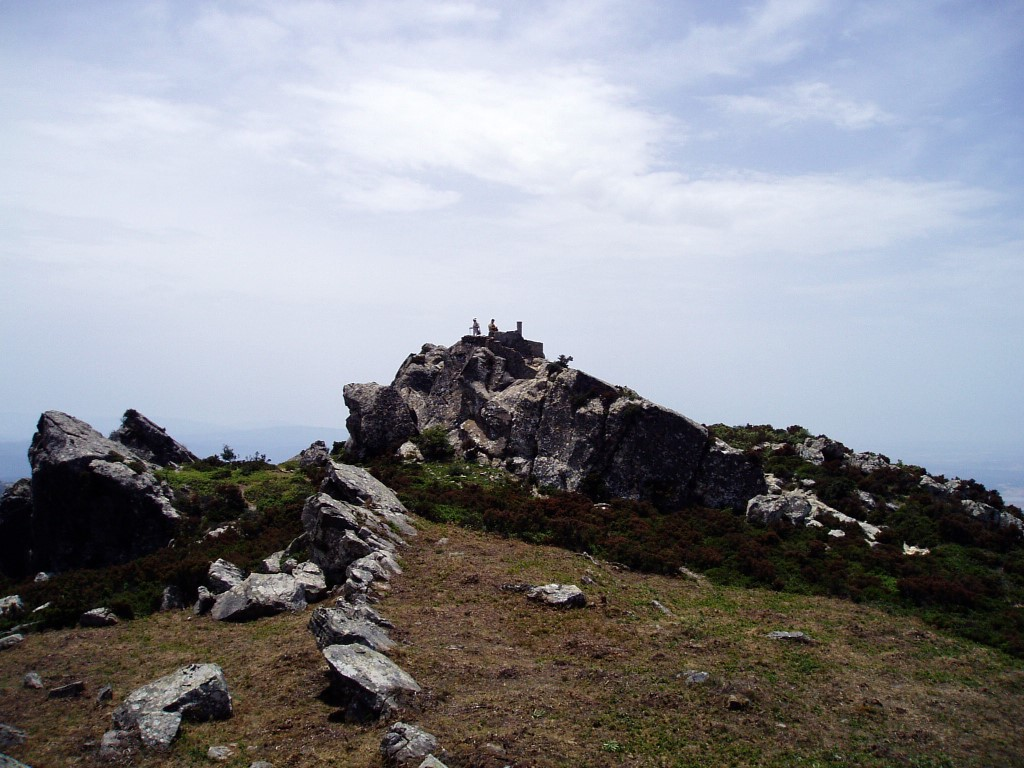
Pico del Aljibe

## Ascenso

### Consideraciones para hacer la ruta
El ascenso por la ruta normal discurre desde el Área Recreativa la Sauceda y tiene entre 3h y 4h de ascenso, con unos 600 metros de desnivel positivo acumulado, en unos 6.8 km.
La orografía del terreno y los desniveles hacen que esta ruta sea considerada como de dificultad 'media-alta' por los organismos oficiales. Existen varias vías o rutas para alcanzar la cumbre, aunque la más común es la ruta tradicional desde la Sauceda. En la actualidad, para realizar el ascenso se requiere autorización previa de la autoridad del parque natural.
Desde el 15 de septiembre al 15 de febrero es común encontrar actividades de caza mayor en la zona.

### Meterología
Debido a su situación, cerca del estrecho y en una zona de bosque denso, podemos encontrar en la cima fuertes vientos, nubes muy bajas y arroyos de gran caudal por la zona.